# V・A・デグチャリョフ記念工場
V・A・デグチャリョフ記念工場 (ロシア語: ОАО Завод имени В. А. Дегтярёва, tr. OAO Zavod imeni V. A. Degtyaryova、英語: Open Joint Stock Company "V. A. Degtyaryov Plant") は、ロシアでも最重要とされる武器メーカーの1つである。 
社名は高名な銃器設計者ヴァシーリー・デグチャレフに因むもので、日本ではデグチャレフ工場とも呼ばれる。現在はロシアの軍産複合国営企業ロステック傘下のヴィサコトシニエ・コンプリクシの子会社となっている。 

## 歴史
1916年にコヴロフに設立された火器工場が発祥で、ロシア帝国、ソビエト連邦、そしてロシア連邦への武器供給を担い続けてきた。主な製品としてPTRD1941対戦車ライフル、DP28軽機関銃、PPSh-41短機関銃、SG-43重機関銃などがある。 
1989年には、ソ連第4のオートバイメーカーでもあった。 

## 製造品目

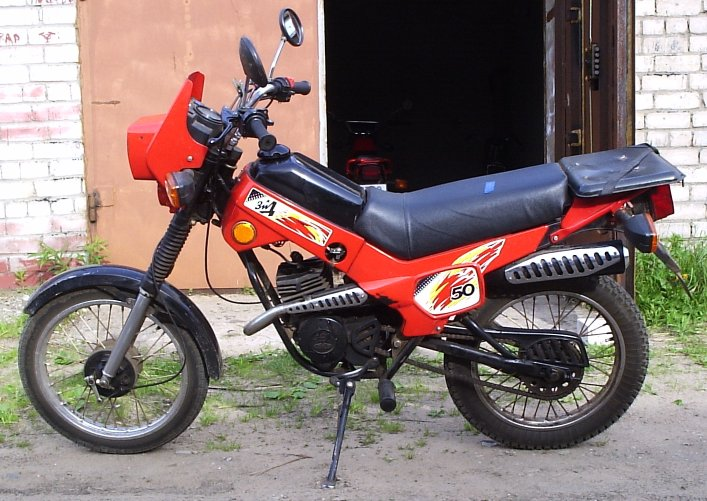
ZiD-50-Pilotモペッド

デグチャレフ工場では、回転式拳銃や機関銃、航空機搭載用機銃、対空砲、対戦車砲 、ロケットシステムを製造している。 

### 主要製品
- KSVK狙撃銃
- PTRD1941対戦車ライフル
- Kord重機関銃
- RPD軽機関銃
- PKM機関銃
- PPSh-41短機関銃
- PKP ペチェネグ
- AEK-971
- AGS-30
- AEK-919K「カシュタン」
- RPG-7V2
- SP81フレアガン
- RGS-50Mグレネードランチャー[4]

軍需品だけでなく、ヴォスホートブランドのオートバイやモペッド、小型トラクターやミシン、蓄電池などといったさまざまな民生品も生産している。 

## 参照資料
1. ↑  “Список аффилированных лиц”.   ОАО «ЗиД». 2017年10月4日閲覧。
2. ↑  “ОАО «Завод им. Дегтярева»” (Russian).   High Precision Systems (Vysokotochnye Kompleksy). 2015年3月23日時点のオリジナルよりアーカイブ。2015年1月9日閲覧。
3. ↑  “Russian Defense Business Directory”. Federation of American Scientists.   US Department of Commerce Bureau of Export Administration (1995年5月). 2017年7月21日閲覧。  この記述には、アメリカ合衆国内でパブリックドメインとなっている記述を含む。
4. ↑  “Modern Firearms - RGS-50M”. modernfirearms.net. 2017年9月27日閲覧。